# UEFA Women's Champions League 2021-2022 - Fase a gironi

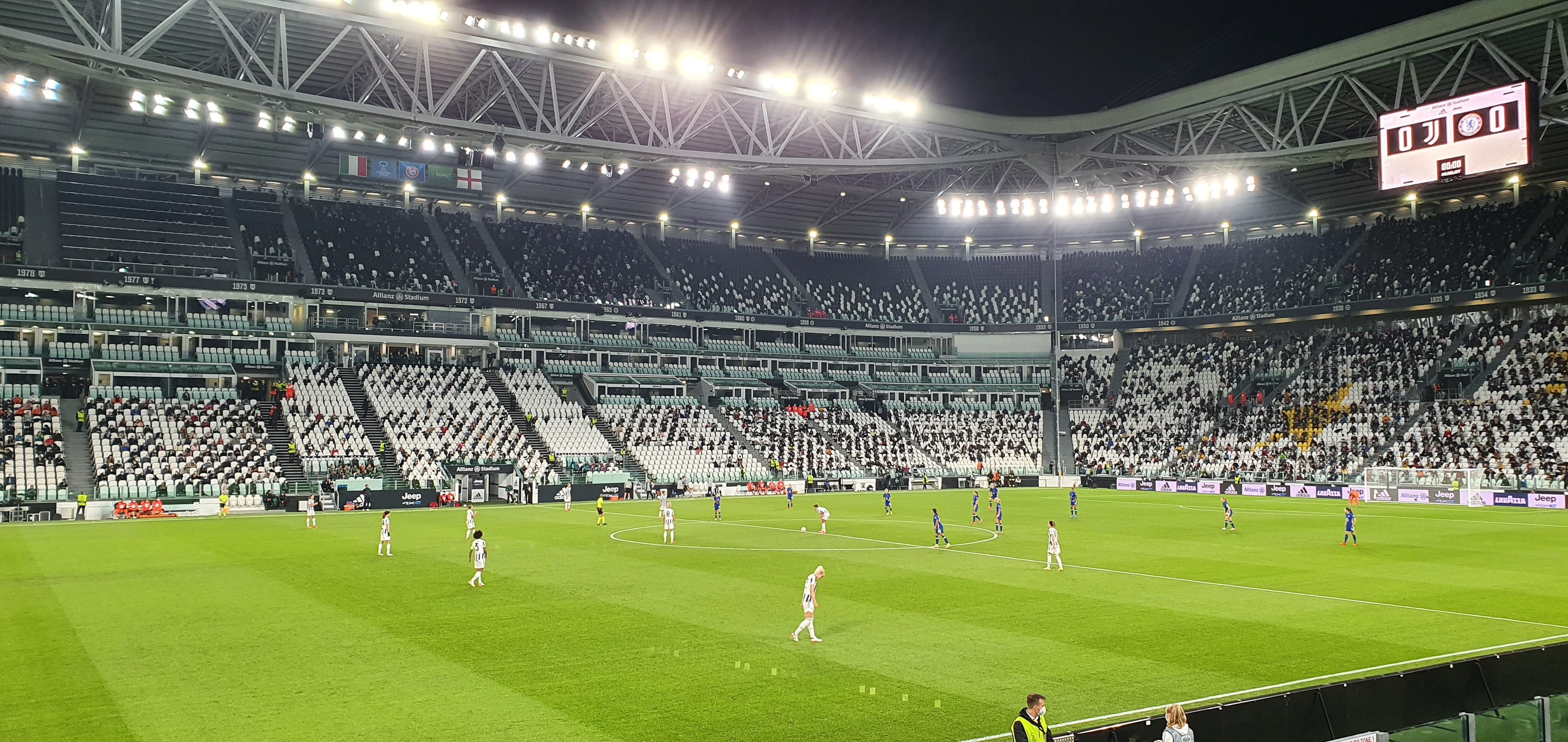
Il calcio d'inizio della sfida tra e del 13 ottobre 2021, valevole per il gruppo A.

Questa voce raccoglie un approfondimento sulle gare della fase a gironi dell'edizione 2021-2022 della UEFA Women's Champions League.

## Formato
L'edizione 2021-2022 ha segnato il cambio di formato della competizione, includendo per la prima volta una fase a gironi con partite di andata e ritorno. Alla fase a gironi sono state ammesse in totale 16 squadre, delle quali 4 ammesse direttamente, mentre le restanti 12 sono state ammesse tramite una fase di qualificazione. Le quattro squadre ammesse di diritto alla fase a gironi sono il Barcellona, come campione in carica, il Paris Saint-Germain, il Bayern Monaco e il Chelsea, vincitori dei campionati nazionali delle federazioni classificate ai primi tre posti nel ranking UEFA. Le restanti dodici squadre sono le vincitrici del secondo turno della fase di qualificazione, sette delle quali provenienti dal percorso Campioni e le altre cinque provenienti dal percorso Piazzate.
Le sedici squadre partecipanti alla fase a gironi sono state suddivise, tramite sorteggio, in quattro gironi da quattro squadre ciascuno. In ciascun girone ogni squadra affronta le altre in partite di andata e ritorno, per un totale di sei giornate. Le squadre classificate ai primi due posti sono ammesse alla fase a eliminazione diretta.

## Date
| Fase          | Sorteggio                                | Turno            | Data                |
| ------------- | ---------------------------------------- | ---------------- | ------------------- |
| Fase a gironi | 13 settembre 2021, ore 13:00 CEST (Nyon) | Prima giornata   | 5-6 ottobre 2021    |
| Fase a gironi | 13 settembre 2021, ore 13:00 CEST (Nyon) | Seconda giornata | 13-14 ottobre 2021  |
| Fase a gironi | 13 settembre 2021, ore 13:00 CEST (Nyon) | Terza giornata   | 9-10 novembre 2021  |
| Fase a gironi | 13 settembre 2021, ore 13:00 CEST (Nyon) | Quarta giornata  | 17-18 novembre 2021 |
| Fase a gironi | 13 settembre 2021, ore 13:00 CEST (Nyon) | Quinta giornata  | 8-9 dicembre 2021   |
| Fase a gironi | 13 settembre 2021, ore 13:00 CEST (Nyon) | Sesta giornata   | 15-16 dicembre 2021 |

## Squadre partecipanti
Le squadre sono state suddivise nelle quattro urne in base al proprio coefficiente UEFA, inserendo nell'urna 1 le quattro ammesse direttamente alla fase a gironi. Il sorteggio per definire la composizione dei gironi si è tenuto il 13 settembre 2021.
| Legenda                                                   |
| --------------------------------------------------------- |
| Prime e seconde classificate, ammesse ai quarti di finale |

| Squadre             | Coeff   |
| Urna 1              | Urna 1  |
| ------------------- | ------- |
| Barcellona (DT)     | 104,800 |
| Paris Saint-Germain | 85,400  |
| Bayern Monaco       | 84,100  |
| Chelsea             | 70,700  |

| Squadre         | Coeff   |
| Urna 2          | Urna 2  |
| --------------- | ------- |
| Olympique Lione | 124,400 |
| Wolfsburg       | 97,100  |
| Arsenal         | 27,700  |
| Breiðablik      | 17,000  |

| Squadre     | Coeff  |
| Urna 3      | Urna 3 |
| ----------- | ------ |
| Häcken      | 16,100 |
| Juventus    | 15,200 |
| Hoffenheim  | 15,100 |
| Real Madrid | 12,800 |

| Squadre            | Coeff  |
| Urna 4             | Urna 4 |
| ------------------ | ------ |
| Žytlobud-1 Charkiv | 9,100  |
| Servette Chênois   | 7,600  |
| HB Køge            | 6,900  |
| Benfica            | 5,600  |

## Gruppo A

### Classifica
| Pos | Squadra          | Pt | G | V | N | P | GF | GS | DG  |
| --- | ---------------- | -- | - | - | - | - | -- | -- | --- |
| 1.  | Wolfsburg        | 11 | 6 | 3 | 2 | 1 | 17 | 7  | +10 |
| 2.  | Juventus         | 11 | 6 | 3 | 2 | 1 | 12 | 4  | +8  |
| 3.  | Chelsea          | 11 | 6 | 3 | 2 | 1 | 13 | 8  | +5  |
| 4.  | Servette Chênois | 0  | 6 | 0 | 0 | 6 | 0  | 23 | -23 |

### Risultati
| Arbitro: | Eleni Antoniou |

|  |           |                                   |
|  | Marcatori | 36’ Caruso 65’ Hurtig 71’ Cernoia |

| Arbitro: | Lina Lehtovaara |

|                                   |           |                            |
| Kerr 12’ England 51’ Harder 90+2’ | Marcatori | 18’, 48’ Waßmuth 34’ Roord |

| Arbitro: | Frida Nielsen |

|                                                 |           |  |
| Huth 18’ Waßmuth 26’, 43’ Janssen 51’ Smits 68’ | Marcatori |  |

| Arbitro: | Ivana Martinčić |

|              |           |                         |
| Bonansea 37’ | Marcatori | 31’ Cuthbert 69’ Harder |

| Arbitro: | Iuliana Demetrescu |

|  |           |                                                                |
|  | Marcatori | 8’ Leupolz 16’, 26’ Kirby 18’, 20’ Kerr 38’ Fleming 50’ Reiten |

| Arbitro: | Anastasija Pustovojtova |

|                    |           |                          |
| Girelli 22’, 90+1’ | Marcatori | 25’ Lattwein 65’ Waßmuth |

| Arbitro: | Marta Huerta De Aza |

|  |           |                                    |
|  | Marcatori | 53’ (aut.) Hendrich 90+3’ Stašková |

| Arbitro: | Hristiyana Guteva |

|          |           |  |
| Kerr 67’ | Marcatori |  |

| Arbitro: | Henrikke Nervik |

|  |           |                                            |
|  | Marcatori | 21’ (aut.) Pereira 84’ Roord 90+3’ Waßmuth |

| Kingston upon Thames 8 dicembre 2021, ore 21:00 UTC+1 5ª giornata | Chelsea      | 0 – 0 referto | Juventus | Kingsmeadow\| Arbitro: \| Sara Persson \| |
| Arbitro:                                                          | Sara Persson |               |          |                                           |

| Arbitro: | Kateryna Monzul' |

|                                |           |  |
| Huth 16’, 23’ Waßmuth 60’, 78’ | Marcatori |  |

| Arbitro: | Jelena Cvetković |

|                                                          |           |  |
| Hurtig 12’ Girelli 20’ (rig.), 64’ (rig.) Bonfantini 90’ | Marcatori |  |

## Gruppo B

### Classifica
| Pos | Squadra             | Pt | G | V | N | P | GF | GS | DG  |
| --- | ------------------- | -- | - | - | - | - | -- | -- | --- |
| 1.  | Paris Saint-Germain | 18 | 6 | 6 | 0 | 0 | 25 | 0  | +25 |
| 2.  | Real Madrid         | 12 | 6 | 4 | 0 | 2 | 12 | 6  | +6  |
| 3.  | Žytlobud-1 Charkiv  | 4  | 6 | 1 | 1 | 4 | 2  | 15 | -13 |
| 4.  | Breiðablik          | 1  | 6 | 0 | 1 | 5 | 0  | 18 | -18 |

### Risultati
| Arbitro: | Shona Shukrula |

|  |           |             |
|  | Marcatori | 24’ Navarro |

| Arbitro: | Iuliana Demetrescu |

|  |           |                        |
|  | Marcatori | 17’ Khelifi 89’ Geyoro |

| Arbitro: | Sara Persson |

|                                             |           |  |
| Huitema 25’, 32’, 42’ Dudek 59’ Khelifi 88’ | Marcatori |  |

| Arbitro: | Sandra Bastos |

|                                             |           |  |
| Møller 6’, 20’, 43’ Carmona 48’ Navarro 89’ | Marcatori |  |

| Charkiv 9 novembre 2021, ore 18:45 UTC+1 3ª giornata | Žytlobud-1 Charkiv | 0 – 0 referto | Breiðablik | Stadio Metalist\| Arbitro: \| Riem Hussein \| |
| Arbitro:                                             | Riem Hussein       |               |            |                                               |

| Arbitro: | Rebecca Welch |

|                                               |           |  |
| Katoto 13’, 54’ Däbritz 41’ Gálvez 65’ (aut.) | Marcatori |  |

| Arbitro: | Lorraine Watson |

|  |           |                         |
|  | Marcatori | 42’ Ševčuk 74’ Ovdijčuk |

| Arbitro: | Cheryl Foster |

|  |           |                          |
|  | Marcatori | 33’ Katoto 70’ Karchaoui |

| Arbitro: | Frida Nielsen |

|  |           |                                                                    |
|  | Marcatori | 15’ Huitema 21’, 40’ Bachmann 37’ Baltimore 44’ Fazer 54’ Ilestedt |

| Arbitro: | Désirée Grundbacher |

|  |           |                                     |
|  | Marcatori | 10’, 40’ (rig.) Asllani 82’ Zornoza |

| Arbitro: | Ewa Augustyn |

|                                                                   |           |  |
| Bachmann 10’ Huitema 45’, 90+4’ Diani 60’ Baltimore 69’ Luana 86’ | Marcatori |  |

| Arbitro: | Ivana Projkovska |

|                                   |           |  |
| Peter 19’ Oroz 41’ González 90+2’ | Marcatori |  |

## Gruppo C

### Classifica
| Pos | Squadra    | Pt | G | V | N | P | GF | GS | DG  |
| --- | ---------- | -- | - | - | - | - | -- | -- | --- |
| 1.  | Barcellona | 18 | 6 | 6 | 0 | 0 | 24 | 1  | +23 |
| 2.  | Arsenal    | 9  | 6 | 3 | 0 | 3 | 14 | 13 | +1  |
| 3.  | Hoffenheim | 9  | 6 | 3 | 0 | 3 | 11 | 15 | -4  |
| 4.  | HB Køge    | 0  | 6 | 0 | 0 | 6 | 2  | 22 | -20 |

### Risultati
| Arbitro: | Anastasija Pustovojtova |

|                                                           |           |  |
| Naschenweng 18’ Billa 47’ Bühler 61’ De Caigny 63’, 90+3’ | Marcatori |  |

| Arbitro: | Jana Adámková |

|                                                    |           |            |
| Caldentey 31’ Putellas 42’ Oshoala 47’ Martens 84’ | Marcatori | 74’ Maanum |

| Arbitro: | Esther Staubli |

|  |           |                                |
|  | Marcatori | 63’ Rolfö 90+5’ (rig.) Hermoso |

| Arbitro: | Stéphanie Frappart |

|                                                          |           |  |
| Little 21’ (rig.) Heath 45+2’ Miedema 52’ Williamson 86’ | Marcatori |  |

| Arbitro: | Sandra Bastos |

|             |           |                                                      |
| Pokorny 71’ | Marcatori | 27’ Catley 62’ Parris 69’ Foord 85’ Patten 89’ Nobbs |

| Arbitro: | Sara Persson |

|                                           |           |  |
| Hermoso 5’ Putellas 19’, 33’ Torrejón 74’ | Marcatori |  |

| Arbitro: | Ivana Martinčić |

|  |           |                                                                             |
|  | Marcatori | 41’ (rig.) Putellas 53’ Paredes 57’ Bonmatí 89’ Torrejón 90+2’ Crnogorčević |

| Arbitro: | Kateryna Monzul' |

|                                      |           |  |
| Foord 16’ Wubben-Moy 83’ Miedema 88’ | Marcatori |  |

| Arbitro: | Eleni Antoniou |

|           |           |                              |
| Carusa 9’ | Marcatori | 27’ (rig.), 38’ (rig.) Billa |

| Arbitro: | Anastasija Pustovojtova |

|  |           |                                          |
|  | Marcatori | 22’ Bonmatí 29’, 75’ Hermoso 45+2’ Rolfö |

| Arbitro: | Maria Marotta |

|                                     |           |                        |
| Brand 22’ Hagel 55’, 57’ Corley 60’ | Marcatori | 38’ (aut.) Wienroither |

| Arbitro: | Petra Pavlíková |

|                                                                  |           |  |
| Ouahabi 10’ Rolfö 29’ Putellas 44’ Syrstad Engen 65’ Martens 73’ | Marcatori |  |

## Gruppo D

### Classifica
| Pos | Squadra         | Pt | G | V | N | P | GF | GS | DG  |
| --- | --------------- | -- | - | - | - | - | -- | -- | --- |
| 1.  | Olympique Lione | 15 | 6 | 5 | 0 | 1 | 19 | 2  | +17 |
| 2.  | Bayern Monaco   | 13 | 6 | 4 | 1 | 1 | 15 | 3  | +12 |
| 3.  | Benfica         | 4  | 6 | 1 | 1 | 4 | 2  | 16 | -14 |
| 4.  | Häcken          | 3  | 6 | 1 | 0 | 5 | 3  | 18 | -15 |

### Risultati
| Arbitro: | Lorraine Watson |

|  |           |                                          |
|  | Marcatori | 10’ Malard 48’ Macario 53’ (aut.) Larsen |

| Seixal 5 ottobre 2021, ore 21:00 UTC+2 1ª giornata | Benfica             | 0 – 0 referto | Bayern Monaco | Benfica Campus\| Arbitro: \| Marta Huerta De Aza \| |
| Arbitro:                                           | Marta Huerta De Aza |               |               |                                                     |

| Arbitro: | Rebecca Welch |

|                                                 |           |  |
| Schüller 8’, 11’ Dallmann 70’ Damnjanović 90+1’ | Marcatori |  |

| Arbitro: | Cheryl Foster |

|                                                                 |           |  |
| Buchanan 29’, 63’ van de Donk 31’ Malard 53’ Macario 56’ (rig.) | Marcatori |  |

| Arbitro: | Monika Mularczyk |

|                      |           |                     |
| Cayman 50’ Henry 86’ | Marcatori | 25’ (aut.) Buchanan |

| Arbitro: | Esther Staubli |

|  |           |                      |
|  | Marcatori | 76’ (rig.) Rubensson |

| Arbitro: | Jana Adámková |

|                      |           |                        |
| Rubensson 74’ (rig.) | Marcatori | 3’ Lacasse 90+2’ Amado |

| Arbitro: | Lina Lehtovaara |

|             |           |  |
| Kumagai 69’ | Marcatori |  |

| Arbitro: | Iuliana Demetrescu |

|                  |           |                                                              |
| Blackstenius 36’ | Marcatori | 39’ Asseyi 45’, 55’ Damnjanović 73’ Dallmann 87’ Beerensteyn |

| Arbitro: | Rebecca Welch |

|  |           |                                                          |
|  | Marcatori | 1’, 45+3’ Hegerberg 27’ Renard 40’ Mbock Bathy 52’ Bruun |

| Arbitro: | Marta Huerta de Aza |

|                                                |           |  |
| Macario 35’ Hegerberg 52’ Henry 76’ Cayman 79’ | Marcatori |  |

| Arbitro: | Lorraine Watson |

|                                                            |           |  |
| Vilhjálmsdóttir 26’ Schüller 28’ Gwinn 48’ (rig.) Bühl 49’ | Marcatori |  |